# بابی جانستون
بابی جانستون (انگلیسی: Bobby Johnstone; ۷ سپتامبر ۱۹۲۹ – ۲۲ اوت ۲۰۰۱) بازیکن فوتبال اهل اسکاتلند بود.
از باشگاه‌هایی که در آن بازی کرده‌است می‌توان به باشگاه فوتبال ویتون آلبیون، باشگاه فوتبال منچستر سیتی، باشگاه فوتبال اولدهام اتلتیک و باشگاه فوتبال هیبرنین اشاره کرد.
وی همچنین در تیم ملی فوتبال اسکاتلند بازی کرده‌است.